# 1922 en chimie
Cet article présente les faits marquants de l'année 1922 en chimie.

## Évènements

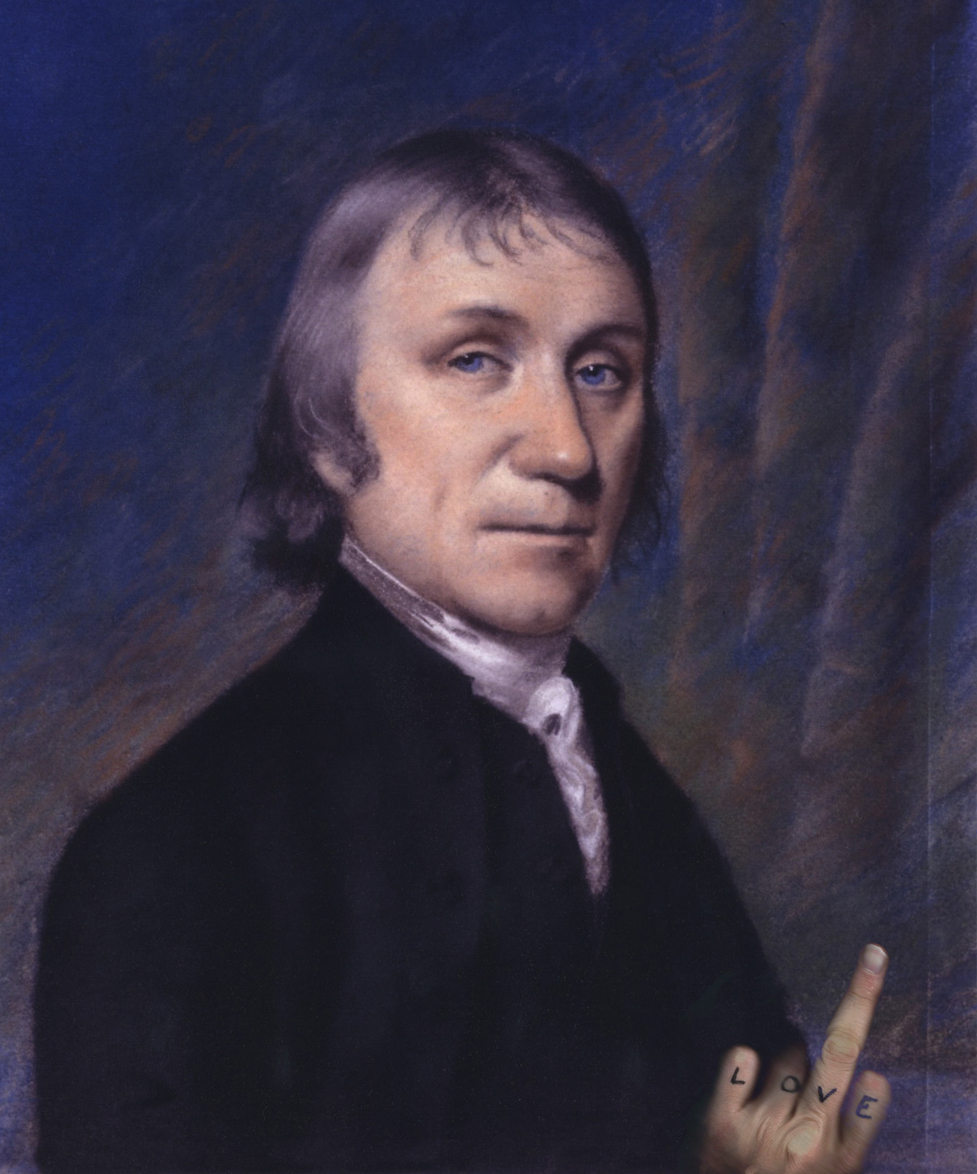
Portrait de Joseph Priestley

- Création de la Médaille Priestley par l'American Chemical Society en l'honneur de Joseph Priestley[1].
- Les anatomistes américains Herbert McLean Evans et Katharine Bishop découvrent la vitamine E nécessaire à la reproduction humaine lors d'expériences d'alimentation sur des rats. Le biochimiste américain Elmer McCollum identifie la vitamine D[2].
  - La méthode de Misson est un dosage colorimétrique qui a été mis au point par Georges Misson, chef de laboratoire de la société Cockerill qui publie l'article Phosphore : son dosage colorimétrique dans les minerais et les cendres de coke dans les Annales de Chimie Analytique et de Chimie Appliquée et Revue de Chimie Analytique Réunies[3]. Cette méthode de réaction par colorimétrie pour doser l’acide phosphorique dans les minerais, cokes, aciers, liquides biologiques, etc. a été perfectionnée ensuite par Murray et Ashley en 1938[4] et Fleury et Leclerc en 1943[5],[6].
- 8 février : les physiciens allemands Otto Stern et Walther Gerlach mettent en évidence l'existence d’un moment cinétique intrinsèque aux particules, le « spin », expérience présentée à l'Université de Francfort[7].
- 19 septembre : Carl Bosch et Wilhelm Meiser obtiennent un brevet américain pour un procédé chimique pour fabriquer l'urée[8].

- Le chimiste tchèque Jaroslav Heyrovský (prix Nobel 1959) montre l’intérêt de la polarographie pour l’analyse chimique[9].
- Le chimiste américain Bingham donne la première formulation mathématique du comportement des gels semi-solides (loi de Bingham)[10].
- Le chimiste allemand Hermann Staudinger introduit la notion de macromolécule[11].
- 1922-1923 : Première étudiante à l'Institut de Chimie de Lille, ancêtre de l'Ecole Nationale Supérieure de Chimie de Lille (ENSCL)[12].

## Prix
- Prix Nobel de chimie : Francis William Aston pour ses découvertes grâce au spectromètre de masse, d'un grand nombre d'isotopes non radioactifs, ainsi que pour l'énoncé de la règle des entiers pour les masses atomiques[13],[14].
- Médaille Davy : Jocelyn Field Thorpe pour ses recherches en chimie organique synthétique[15],[16].
- Médaille Lavoisier de la Société chimique de France : Theodore William Richards[17],[18]

## Naissances
- 18 janvier : Hugh Felkin (mort en 2001), chimiste britannique.
- 28 janvier : Robert Holley (mort en 1993), chimiste organique et biochimiste américain, prix Nobel de physiologie ou médecine en 1968.
- 9 juin : Fernand Seguin (mort en 1988), biochimiste québécois.
- 23 octobre : Marc Julia (mort en 2010), chimiste français.
- 17 décembre : Josiane Serre (mort en 2004), chimiste française.

## Décès
- 9 avril : Traugott Sandmeyer (né en 1854), chimiste suisse.
- 26 mai : Ernest Solvay (né en 1838), chimiste et industriel belge, fondateur de la Société Solvay & Cie.
- 18 septembre : Philippe Barbier (né en 1848), chimiste organicien français.
- 26 septembre : Lev Tschugaeff (né en 1873), chimiste russe.